# ديناصور (فلم)
ديناصور أو الديناصورات (بالإنجليزية: Dinosaur) هو فيلم أمريكي من إنتاج والت ديزني أنيميشن ستوديوز وإصدار شركة والت ديزني.

## القصة
تبدأ القصة عندما تصل بيضة أحد الديناصورات إلى حيوانات الليمور، وعندما خرج الديناصور الصغير من البيضة أسموه ألادار وأصبح فردا منهم.
وأثناء الاحتفال السنوي لحيوانات الليمور التمعت السماء فجأة، وبدأت المذنبات تتساقط من السماء، فدمرت جزيرة الليمور ولم يستطع النجاة إلا ألادار وأفراد الليمور، فغادرو الجزيرة وانضموا إلى قطيع الديناصورات الذي كان قائده ديناصور يدعى كرون . عندما كان القطيع يتوجه لأرض المأوى حيث وقع الادار في حب اخت قائد القطيع ميرا تأخر ألادار عن القطيع لمساعدة إحدى الديناصورات المسنة، وحين هطلت الأمطار اختبأ ألادار وأصدقاءه في إحدى الكهوف وقبل ان يختبأ لمح الادار ديناصور يدعي بروتون وهو من مساعدي كرون ، وعندما هاجمهم الكارنتور هربوا واكتشفوا طريقا آخر لأرض المأوى، وعندما وصلوا رؤوا ركاما ضخما من الصخور يسد المدخل القديم،عاد ألادار ولحق بالقطيع ليخبر كرون عن الطريق الجديد ويرفض كرون الاستماع الية حيث تنشب بينهما معركة قوية يفوز بها الادار بعد ان ساعدته اخت كرون ميرا، وعندما هاجم الكارنتور القطيع فكر ألادار بسرعة وبدأ يجأر في وجهه ففعل الآخرون ما فعله ألادار فتراجع،وعندما لمح الكارنتور كرون وحده يتسلق الصخور هاجمه وقتله، فتدخل ألادار ألقى بالكارنتور من أعلى الصخور فمات وعاد القطيع مع ألادار لأرض المأوى ويتزوج الادار من ميرا وينجب منها طفلا يشبة تماما وايطا يتزوج الجميع من بعضهم وينجبون اطفالا تشبههم.

## التمثيل الصوتي

### النسخة العربية الفصحى
- عفيف شيا - ألادار
- رالين داغر - بليو
- جورج دياب - يار
- حسن مهدي - زيني
- هادي بيضون - سوري
- جهاد الزغبي - كرون
- إيمان البيطار - نيرا
- إبراهيم ماضي - بروتون
- سيلفانا فلفلة - بايلين
- جمانة الزنجي - إيما
- رنا الرفاعي
- أحمد الرفاعي
- جورج طويل
- زياد أبو منذر
- رالف قشوع

### النسخة العامية المصرية
- عايدة فهمي - بليو
- علي حسنين - يار
- رأفت ماهر لبيب - زيني
- يارا علاء - روري
- أحمد عز - ألادار
- سمير البنا - كرون
- خالد صالح - بروتون
- رشا فؤاد - نيرا
- إحسان القلعاوي - بيلين
- ثريا إبراهيم - إيمة

## وصلات خارجية
- الموقع الرسمي
- مقالات تستعمل روابط فنية بلا صلة مع ويكي بيانات